# Captain Gallagher
Captain Gallagher (* in Bonniconlon County Mayo; † 1818 in Castlebar) war ein Ende des 18. Jahrhunderts in Irland wirkender irischer Straßenräuber (Highwayman). Seine Unternehmungen machten ihn in Irland zu einem populären Volkshelden.

## Leben
Gallagher wuchs bei einer Tante in Derryronan bei Swinford auf, nahe dem Wald von Barnalyra. Er begann mit einer Gruppe von drei bis vier Banditen im östlichen County Mayo, im Süden des County Sligo und im Westen von Roscommon County bei Tag Postkutschen auszurauben und bei Nacht wohlhabende Landbesitzer auf ihren Gütern zu überfallen. Irland war seit dem 17. Jahrhundert von eingewanderten protestantischen Gutsbesitzern beherrscht, die unter britischer Besatzung die alte katholische Elite enteignet und verdrängt hatten. Teilweise wehrte sich diese durch Guerillaaktivitäten (Rapparees), was etwa bis Mitte des 18. Jahrhunderts ging. Die Highwaymen, die danach kamen, hatten es meist schlicht auf Bereicherung abgesehen, doch schuf Gallagher (in einer Zeit, als katholische Iren in ihren Besitzrechten stark eingeschränkt waren) sich auch einen Ruf als eine Art Robin Hood (bisweilen wird er auch noch unter die späten Rapparees gerechnet).
Bei einer Gelegenheit zwangen sie einen besonders beim Landvolk verhassten Gutsbesitzer in Killasser, nachdem sie ihm Silbergeschirr und anderen Besitz geraubt hatten, die zahlreichen schon bereitliegenden Kündigungen für seine irischen Pächter zu verspeisen.
Er konnte mehrfach knapp den nach ihm suchenden englischen Soldaten entkommen. Bei einer Gelegenheit entschwand er durch ein Fenster vor den zur Tür hereindrängenden Soldaten und entkam auf einem von deren Pferden, das er am nächsten Tag mit Dank zurückschickte. Zuletzt waren 500 Guinees auf seine Ergreifung ausgesetzt. Er wurde schließlich, als er sich über Weihnachten von einer Krankheit im Haus eines Freundes in Attymass (nach anderen Angaben Coolcarney oder Rooskey) am Fuß der Ox Mountains erholte, von einem missgünstigen Nachbarn verraten und von rund 200 eilig herbeigerufenen Garnisonssoldaten aus Ballina, Castlebar und Swinford umstellt. Viele Bandenmitglieder waren zuvor in Westport gefasst worden. Er wurde nach Foxford gebracht, in einem Schnellverfahren zum Tode verurteilt und in Castlebar gehängt. Es war die letzte öffentliche Hinrichtung am Galgenbaum gegenüber Daly´s Hotel auf der Mall in Castlebar. Er wurde mit seinem Sekretär Walsh gehängt, wobei beim ersten Versuch der Strick riss und er sich beim Fall die Beine brach.
Vorher machte er noch Angaben über seine angeblich vergrabenen Schätze. Ihm zufolge wären sie unter einem Stein in Barnalyra, dem Ort, wo er aufgewachsen war (nahe dem heutigen Flughafen Knock). Als man wenig später dort nachforschte, fanden sich aber tausende von Steinen und man fand nur ein juwelenbesetztes Schwert. Es wurde vermutet, dass sich Gallagher erhofft hatte, persönlich dorthin geführt zu werden, um von seinen in der Nähe versteckten Freunden befreit zu werden. 
Er lebt noch heute in Legenden in Irland fort, die sich unter anderem um das von ihm vergrabene Gold und seine Verstecke ranken. Eines soll zuletzt auf Glass Island im Lough Conn gewesen sein, ein anderes in den Ox Mountains bei Rooskey und im Ballylyra Wald.